# Hàn Liệt hầu
Hàn Liệt hầu (chữ Hán: 韓烈侯; trị vì: 399 TCN - 387 TCN ), tên thật là Hàn Thủ (韓取), là vị vua thứ hai của nước Hàn – chư hầu nhà Chu trong lịch sử Trung Quốc.
Liệt hầu là con của Hàn Cảnh hầu – vua đầu tiên nước Hàn. Năm 400 TCN, Hàn Cảnh hầu mất, Hàn Thủ lên nối ngôi, tức Hàn Liệt hầu.
Năm 397 TCN, tướng quốc nước Hàn là Hiệp Lũy có oán với Nghiêm Toại, Toại bèn mua chuộc thích khách Nhiếp Chính giết Hiệp Lũy.
Năm 394 TCN, họ Điền nước Tề đem quân đánh nước Lỗ, Hàn Liệt hầu đem quân giúp Lỗ, đánh lui quân Tề.
Năm 391 TCN, nước Tần đem quân đánh Nghi Dương (nay thuộc Lạc Dương) của Hàn, chiếm 6 ấp.
Năm 387 TCN, Hàn Liệt hầu mất, con ông là Hàn Du nối ngôi tức Hàn Văn hầu.